# Booro-Borotou
Booro-Borotou est une localité située au nord-ouest de la Côte d'Ivoire et appartenant au département de Touba, dans la Région du Bafing. La localité de Booro-Borotou est un chef-lieu de commune.